# Arden Hills
Arden Hills est une ville du comté de Ramsey dans le Minnesota, aux États-Unis. En 2000, la population était de 9 652 personnes. L'université de Bethel et un séminaire s'y trouvent. De même, le université de Northwestern – St. Paul (en) se trouve partiellement dans Arden Hills.
En juillet 2006 la ville essaya de trouver un accord avec le gouvernement américain pour acquérir une grande partie de l'ancien site du Twin Cities Army Ammunition Plant à 45 millions de dollars, un marché qui pourrait conduire à un développement majeur incluant 2 400 nouvelles maisons et 297 000 m2 d'espace commercial.

## Géographie
D'après le Bureau du recensement des États-Unis, la ville a une surface totale de 24,9 km2, dont 23,0 km2 sont des terres et 1,9 km2 de l'eau.
Les interstates 35W, 694, la U.S. Highway 10, la Minnesota Highway 51 (en), et la County Highway 96 font partie des cinq routes principales de la ville.

### Eau
Arden Hills achète son eau à Roseville, qui l'achète au Saint Paul Regional Water Services.

### Parcs
- Arden Manor Park
- Arden Oaks Park
- Crepeau Nature Preserve
- Cummings Park
- Floral Park
- Freeway Park
- Hazelnut Park
- Ingerson Park
- Johanna Marsh
- Lindey's Park
- Perry Park
- Royal Hills Park
- Sampson Park
- Valentine Park

## Démographie
| Groupe            | Arden Hills | Minnesota | États-Unis |
| ----------------- | ----------- | --------- | ---------- |
| Blancs            | 90,4        | 85,3      | 72,4       |
| Asiatiques        | 4,9         | 4,0       | 4,8        |
| Métis             | 1,9         | 2,4       | 2,9        |
| Afro-Américains   | 1,7         | 5,2       | 12,6       |
| Autres            | 1,0         | 2,0       | 6,4        |
| Amérindiens       | 0,2         | 1,1       | 0,9        |
| Total             | 100         | 100       | 100        |
|                   |             |           |            |
| Latino-Américains | 2,8         | 4,7       | 16,7       |

Selon l'American Community Survey, pour la période 2011-2015, 90,91 % de la population âgée de plus de cinq ans déclare parler anglais à la maison, alors que 3,44 % déclare parler l'espagnol, 1,73 % une langue chinoise, 0,96 % le vietnamien, 0,53 % le français et 2,42 % une autre langue.

## Éducation
Les institutions suivantes se trouvent dans la ville :
- université de Bethel ;
- université de Northwestern – St. Paul (en) (Seulement la partie nord du campus, la partie sud se trouve à Roseville (Minnesota).

Valentine Hills est la seule école primaire de la ville de Arden Hills.

## Économie
Les principaux employeurs de la ville, selon le rapport financier annuel de 2011, sont : Boston Scientific (2000), Land O'Lakes (800), Smiths Group (525), Presbyterian Homes and Services  (500), FICO (280) et Country Financial (en) (236).

## Protection environnementale
La ville a une Shoreland Ordinance, ce qui est caractéristique des villes du Minnesota possédant des lacs. Le texte de cette ordonnance établit que l'absence de contrôle des rives des lacs affecte la santé publique, la sécurité et le bien-être des citoyens, pas seulement en contribuant à la pollution des eaux publiques. Le but de l'ordonnance est donc de protéger la santé publique, la sécurité et le bien-être et de mener à un développement intelligent des rives.